# Бригадировский сельский совет (Изюмский район)
Бригадировский сельский совет — входит в состав Изюмского района Харьковской области Украины.
Административный центр сельского совета находится в селе Бригадировка.

## Населённые пункты совета
- село Бригадировка
- село Бабенково
- село Липчановка
- село Федоровка

### Ликвидированные населённые пункты
- село Водорезовка
- село Забаштовка
- село Червоный Хлебороб